# Krćevina
Krćevina (cyr. Крћевина) – wieś w Czarnogórze, w gminie Pljevlja. W 2011 roku liczyła 30 mieszkańców.